# Puhdys
De Puhdys waren een Duitse rockband, opgericht in 1969 in het plaatsje Oranienburg in de toenmalige DDR. De leden van de band traden echter al sinds 1965 op in verschillende formaties voordat ze in 1969 officieel een band vormden. Het eerste optreden vond plaats in "Tivoli" in Freiberg.
De band had groot succes in Oost-Duitsland, en was een van de eerste Oost-Duitse bands die in West-Duitsland mocht optreden. Ze worden tegenwoordig gezien als een van de succesvolste Duitse rockbands ooit. De band speelde hun laatste concert in januari 2016 in Berlijn en ging toen uit elkaar vanwege leeftijdsredenen.
Op 20 augustus 2020 overleed Harry Jeske op 83-jarige leeftijd. Klaus Scharfschwerdt overleed op 10 juni 2022 op 68-jarige leeftijd.

## Leden

### Huidige leden
- Dieter "Maschine" Birr — gitaar, zang
- Dieter "Quaster" Hertrampf — gitaar, zang
- Peter "Eingehängt" Meyer — keyboard, saxofoon, achtergrondzang
- Peter "Bimbo" Rasym — basgitaar, achtergrondzang

### Voormalige leden
- Harry Jeske — basgitaar (1969–1997) (*1937- †2020)
- Gunther Wosylus — drum (1969–1979)
- Klaus Scharfschwerdt — drums (†2022)